# Derovatellus alluaudi
Derovatellus alluaudi är en skalbaggsart som beskrevs av Guignot 1936. Derovatellus alluaudi ingår i släktet Derovatellus och familjen dykare. Inga underarter finns listade i Catalogue of Life.